# Hoffman Estates
Hoffman Estates ist ein Village im Cook County und zu einem kleineren Teil im Kane County im Nordosten des US-amerikanischen Bundesstaates Illinois und Bestandteil der Metropolregion Chicago. Nach der Volkszählung im Jahr 2010 hatte Hoffman Estates 51.895 Einwohner; bis 2013 stieg die Einwohnerzahl auf 52.398. Das U.S. Census Bureau hat bei der Volkszählung 2020 eine Einwohnerzahl von 52.530 ermittelt.

## Geografie
Hoffman Estates liegt auf 42°3'47" nördlicher Breite und 88°7'9" westlicher Länge und erstreckt sich über 51,54 km², die sich auf 51,02 km² Land- und 0,52 km² Wasserfläche verteilen.
Hoffman Estates liegt rund 50 km nordöstlich der Innenstadt von Chicago.
Unmittelbar an Hoffman Estates angrenzende Kommunen sind Schaumburg im Süden, Elgin im Westen, South Barrington im Nordwesten, Barrington und Inverness im Norden, Palatine im Nordosten sowie Mount Prospect im Osten.
Der O’Hare International Airport, der größte Flughafen von Chicago, befindet sich 27,4 km südöstlich von Hoffman Estates.
Das Westufer des Michigansees liegt rund 50 km östlich von Hoffman Estates.
Nördlich des Zentrums von Hoffman Estates verläuft in west-östlicher Richtung der mautpflichtige Interstate 90, der die kürzeste Verbindung von Chicago nach Rockford und von dort weiter nach Westen bildet. Weiter südlich des Interstate kreuzen die Illinois State Routes 58 und 72.

## Geschichte
Nach der Fertigstellung der Autobahn 1958 wurde Hoffman Estates ein Jahr später als typische Satellitenstadt für Pendler in die nahe gelegene Metropole Chicago gegründet. Zu Beginn der 1960er-Jahre expandierte das Gemeindegebiet nach Norden über die Autobahn hinaus.
Ein Versuch, den Ort in East Barrington umzubenennen, scheiterte zu Beginn der 1980er-Jahre am Votum der Bewohner.
In den 1990er-Jahren wurde das Gewerbegebiet Prairie Stone Business Park eröffnet. Die Entwicklung beschleunigte sich, als Sears seinen Firmensitz aus dem damaligen Sears Tower in Chicago nach Hoffman Estates verlegte. In den folgenden Jahren kamen weitere Unternehmen hinzu.
Neben einer Reihe von Unternehmen wurde auch ein Standort der Northern Illinois University gegründet. Im Jahr 2005 wurde das Sears Centre eröffnet, eine moderne Arena für verschiedene Sportarten.

## Wirtschaft
In Hoffman Estates befinden sich die Firmenzentralen von Sears Holdings Corporation, der Regionalorganisation von AT&T für den Mittelwesten und der US-Tochter des japanischen Werkzeugmaschinenherstellers DMG MORI. Auch Vistex ist vor Ort ansässig.

## Sport
In der Now Arena (ehemals Sears Center), einer mehr als 10.000 Zuschauer fassenden Sporthalle, tragen das Indoor Football League-Team Chicago Slaughter und das Legends-Football-League-Team Chicago Bliss ihre Heimspiele aus. In der Saison 2011/12 diente die Sportstätte außerdem als Austragungsort der Heimspiele des Eishockeyteams Chicago Express aus der ECHL.

## Demografische Daten
Nach der Volkszählung im Jahr 2010 lebten in Hoffman Estates 51.895 Menschen in 18.132 Haushalten und 13.689 Familien.
Ethnisch betrachtet setzte sich die Bevölkerung zusammen aus 64,1 Prozent Weißen, 4,8 Prozent Afroamerikanern, 0,2 Prozent amerikanischen Ureinwohnern und 22,7 Prozent Asiaten. 2,6 Prozent stammten von mindestens zwei dieser Ethnien ab. Unabhängig von der ethnischen Zugehörigkeit waren 14,1 Prozent der Bevölkerung Hispanics oder Latinos.
In 34,0 Prozent der 18.132 Haushalte lebten Kinder unter 18 Jahren, in 61,26 Prozent verheiratete Paare, 19,63 Prozent waren Singlehaushalte und 24,50 Prozent waren keine Familien. Die durchschnittliche Haushaltsgröße betrug 2,84 Einwohner und die durchschnittliche Familiengröße 3,30.
25,0 Prozent der Bevölkerung waren unter 18 Jahre alt, 65,6 Prozent waren zwischen 18 und 64 und 9,4 Prozent waren 65 Jahre oder älter. Das Durchschnittsalter betrug 27,0 Jahre.
Das jährliche Durchschnittseinkommen pro Haushalt lag bei 82.793 USD. Das Prokopfeinkommen betrug 34.538 USD. 5,5 Prozent der Einwohner lebten unterhalb der Armutsgrenze.

## Persönlichkeiten
- Melissa Seidemann (* 1990), Wasserballspielerin
- Eric Holt (* 1995), Mittelstreckenläufer
- Tammy Duckworth (* 1968), US-Politikerin und Veteranin